# Спрингис, Карл Яковлевич
Карл Яковлевич Спрингис (латыш. Kārlis Spriņģis, 13 января 1903 — 20 февраля 1987) — советский геолог, первооткрыватель рудных месторождений Колымы, доктор геолого-минералогических наук, первый директор ВНИИМорГео, декан географического факультета Латвийского государственного университета, действительный член  Академии наук Латвийской ССР (1959).

## Биография
Карл Спрингис был старшим сыном в бедной крестьянской семье, проживавшей в селе Нащи Черновской волости Новгородской губернии, с конца XIX века населённом в основном латышами. В семье, кроме него, было еще 9 детей.
После Гражданской войны Карл поступил учиться на латышский рабфак, после которого был зачислен в Московский геологоразведочный институт. В институте он познакомился с будущей женой, Еленой Николаевной Васильевой.
По окончании института в 1931 году дипломированный инженер-геолог и его жена получили распределение на Колыму, где в то время вёлся интенсивный поиск полезных ископаемых.

### Разведка золота и вольфрама
В течение 15 лет Спрингис возглавлял в «Дальстрое» работы по разведке, исследованию, а затем и разработке Сендученского месторождения аурипигмента, обнаруженного в Восточной Якутии в 1933 г.
В 1938 году, в разгар т. н. «национальных репрессий», один из однокашников Спрингиса по рабфаку назвал его имя в числе «членов контрреволюционной организации», Карл Яковлевич избежал ареста, так как подолгу находился в геологических партиях.
С началом Великой Отечественной войны многие геологи Колымы получили бронь от призыва в армию, так как стране остро требовались золото, олово и другие полезные ископаемые для оборонной промышленности.
С января 1941 по февраль 1943 года Спрингис неизменно занимал должность главного геолога Гижигинского особого геолого-разведочного района, а с марта 1943 года — главного геолога Индигирского геолого-разведочного управления, преобразованного в 1944 году в Геолого-разведочный отдел Индигирского горно-промышленного управления (ГРО ИГПУ). В этот период под руководством Спрингиса было завершено формирование минерально-сырьевой базы по россыпному золоту для ИГПУ; были разведаны и переданы для промышленного освоения десятки россыпей с общими запасами более 30 т.
Важным достижением геологической службы было завершение исследования и ввод в эксплуатацию Аляскитового месторождения вольфрама.
В сложных климатических условиях, в отсутствие дорог и снабжения геологи практически полностью изучили геологическое строение Верхне-Индигирского золотоносного района и составили его подробную карту в масштабе 1:500 000.
С августа 1946 г. по февраль 1947 года Спрингис работал заместителем главного геолога ГРО ИГПУ. Свою работу он обобщил в монографии «Тектоника Верхоянско-Колымской складчатой области: история развития структуры в палеозое и мезозое».

### В Латвии
В 1949 году Карл Яковлевич с женой Еленой Николаевной и младшей дочерью Ириной переезжает на историческую родину, в Латвию. Спрингисы становятся преподавателями геологии в Латвийском государственном университете (ныне Латвийский университет). Одновременно Карл Яковлевич работает над диссертацией на соискание учёной степени кандидата геолого-минералогических наук, которую защищает в 1951 году.
В 1950—1951 гг. К. Я. Спрингис являлся деканом факультета геологии и географии.
С 1952 г. по 1967 г. Спрингис — заместитель директора, директор Института геологии и полезных ископаемых Академии наук Латвийской ССР. В круг его научных интересов входит исследование стратиграфии четвертичных отложений, полезных ископаемых Латвии и геологии Балтийского моря.
В 1958 г. избран членом-корреспондентом АН Латвийской ССР.
22 мая 1959 г. успешно проходит выборы в академики АН Латвийской ССР, вместе с Г. И. Грановским, С. А. Гиллером, А. К Малмейстером, Г. Я. Ванаг, П. П. Дзерве, И. М. Кирко, Я. Я. Лус, К. К. Нейландом, Я. Г. Пановко).. С1960 г. К. Спрингис числится членном-корреспондентом АН Латвийской ССР.
«Карл Яковлевич снискал всеобщее признание и как ученый, и как организатор геологических исследований в Латвии. Он умел предвидеть склонности будущих исследователей и предоставлял им широкие возможности для учебы в аспирантуре. Для меня он был настоящим учителем и подлинным научным наставником. Институт геологии в то время располагался в небольшом особняке на улице Ханзас. В коллективе института было много молодых специалистов, которые стали впоследствии выдающимися учеными, заложившими основу современной науки о геологии Латвии. Биографии и научные труды многих из них отражены в обзоре А. С. Савваитова „Прошлое: путь к настоящему и будущему в изучении четвертичной геологии Латвии“», — вспоминал о Спрингисе его ученик Георгий-Амадей Коншин.
На основании исследований института 1 сентября 1967 г. по инициативе Спрингиса в Риге был создан Всесоюзный научно-исследовательский институт морской геологии и геофизики (ВНИИМОРГЕО) в составе Института геологии СССР, в котором работало более 1000 человек. В институте работало 7 отделов, объединяющих 27 секторов.
ВНИИМОРГЕО Карл Яковлевич Спрингис возглавлял до 1973 года.
При его непосредственной поддержке сотрудниками ВНИИМОРГЕО в начале 1970-х гг. на базе и при помощи Музея природы г. Риги был организован Кружок юных геологов (рук. кандидат геол.-минер. наук Сорокин Виталий Семёнович (1936—1996), Озолиня В. Р.), имевший в своём составе русские и латышские смешанные группы школьников. Более полутора десятка лет члены кружка ездили в геологические походы по Латвии, Кольскому полуостров, Уралу, Закавказью, участвовали во Всесоюзных слетах юных геологов в Иркутске и на Урале.
После выхода на пенсию обратился к философии, выпустив в 1985 году свои профессиональные комментарии Библии с точки зрения планетарной геологии. Литературной деятельностью он увлекся еще работая на Колыме: вместе с коллегой и товарищем Евгением Трофимовичем Шаталовым Спрингис сочинил две поэмы о труде геологов.

## Научная деятельность
В 1956 году Спрингис защищает докторскую диссертацию по геолого-минералогическим наукам, утвердив тем самым свое имя среди лидеров этого научного направления с собственной концепцией.
В 1959 году он избран академиком АН ЛатССР.
В качестве директора ВНИИМОРГЕО К. Я. Спрингис реализовывал программы освоения морских богатств, прогнозируя, что к 1980 году доля морских месторождений в общей добыче нефти и газа как приоритетных для разработки полезных ископаемых возрастет до 33 %. Для разведки запасов минерального сырья институт вел изучение глубинного строения морского склона Большого Кавказа в Черном море, Балтийского и Баренцева морей. Геологи из Риги также вели работы в южной части Каспия и на Аральском море, применяя комплекс морских геофизических методов (сейсморазведка, магнитометрия и гравиметрия) с применением комплекса АНАПА (аппаратура непрерывного акустического профилирования), позволяющего вести исследования экологически безопасно и почти полностью отказаться от взрывов. Для этого геологи использовали также разработанные в институте оригинальные приборы — например, пневматический излучатель упругих колебаний.
В состав НИИ входили также Геленджикское отделение на Чёрном море, и Тихоокеанская экспедиция с базой в Южно-Сахалинске, в каждом из которых работало по несколько сот человек. Помимо работ в СССР, институт выполнял договорные работы в Болгарии, в Атлантике на экваториальном шельфе Западного побережья Центральной Африки, в ГДР, Польше, Индонезии, на Кубе. Институт обладал собственным флотом из 12 экспедиционных судов, в том числе «Новатор», «Владимир Обручев» и «Мирный», а также несколько судов арендовал.
В Восточно-Сибирском море экспедиции ВНИИМОРГЕО обнаружили оловянные руды, в Японском море и близ Чукотки золото.
На Атлантического шельфе прибрежных государств Экваториальной и Западной Африки работами сотрудников ВСЕГЕИ (Я. П. Маловицкий, А. А. Гагельганц, А. Ю. Юнов и др.) в полевые морские сезоны 1960—1970-х гг. на НИС «Новатор» были выявлены крупные нефтегазоносные провинции, являющиеся сейчас источником многочисленных месторождений нефти и газа.
В Латвии институт изучал связь подземных и поверхностных вод, чтобы предотвратить загрязнение рек и водоемов химикатами, используемыми в сельском хозяйстве. Геологи также разработали технологию применения в сельском хозяйстве местных месторождений пресноводной извести и грамотно вести мелиорацию почв, предотвращая истощение плодородного слоя.

## Семья
Брат Роберт Яковлевич Спрингис (1904—1937) — комсомольский активист, секретарь Томского горкома ВЛКСМ. Осужден 28.10.1937 за принадлежность к троцкистской организации и контрреволюционную деятельность, о которой подробно рассказал на допросах, назвав множество имён своих товарищей. Показания против мужа дала и жена Р. Я. Спрингиса, Маргарита Михайловна Карклин, которая также была осуждена как член семьи врага народа и сослана в лагерь в пос. Яя Томской области. 10 июня 1940 года она обратилась с письмом в адрес Генерального прокурора СССР, в котором сообщила, что дала ложные показания против мужа и, возможно, это помогло ему стать жертвой клеветы. Однако к этому времени Р. Я. Спрингис уже был расстрелян 28.10.1937. Он реабилитирован 12.12.1956.

## В искусстве
К. Я. Спрингис был прототипом Отто Яновича Калдина, героя романа Олега Куваева «Территория» и одноименных фильма и сериала. На вопрос внучки о реалиях этого художественного произведения Карл Яковлевич ответил: «Все так и было».

## Награды
Знак «Отличнику-Дальстроевцу»
Заслуженный деятель науки Латвийской ССР (январь 1968 года).
Кавалер двух орденов Трудового Красного знамени (1963), ордена «Знак почета».
Медаль «За победу над Германией», юбилейные медали в честь двадцати-, тридцати- и сорокалетия Победы в Великой Отечественной войне.

## Беллетристика
- «Озепеада», совместно с Шаталовым Е. Т. (1908—1978) и др., поэма, Колыма, 1938—1940[19]
- «Индигириада» , совместно с Шаталовым Е. Т. (1908—1978) и др., поэма, Индигирка, пос. Нера, 1944[19]
- Peter Supf; K Springs. Skaistākās pasakas par lidosanu. Rīgā, Ūdris, 1944 (лат.)

## Научные труды
- Спрингис К. Я. О структурной связи Верхоянской складчатой зоны с Приамурьем и Забайкальем. Изв. АН ЛатССР, No 1 (126), 1957
- Спрингис К. Я. О формах структур, создаваемых новейшими тектоническими движениями. 1957, // Активизированные зоны земной коры, М., Наука, 1964.
- Спрингис К. Я. О симметрии западной части Верхояно-Колымской складчатой области.—Изв. АН Латв. ССР, Рига. 1957;
- Спрингис К. Я. Тектоника Верхоянско-Колымской складчатой области: история развития структуры в палеозое и мезозое. Рига, издательство Академии наук Латв. ССР, 1958. — 377 с.;
- Спрингис К. Я. Эффузивный магматизм и тектоника мезозойской складчатой области Северо-Востока СССР, — В кн.: «Проблемы вулканизма». Материалы к первому Всесоюзн. вулканологич. совещанию. Изд—во АН Арм. ССР, 1959;
- Спрингис К. Я., Перконс В. А. Основные черты стратиграфии' плейстоценовых отложений в Латвийской ССР. — В кн.; Докл. сов. геологов. Междунар. геол. конгр. 21-я сес. М., 1960, с. 90 — 104.;
- Спрингис К. Я. Некоторые признаки проявления новейших тектонических движений в Верхояно-Колымской области. В кн.: Неотектоника СССР. Изд-во АН ЛатвССР, Рига, 1961;
- Спрингис К. Я., Коншин Г. И., Савваитов А. С. Некоторые данные об ориентировке валунов и местных изменениях направления движения ледника Валдайского оледенения. — В кн.: Вопросы четвертичной геологии, 2. Рига, 1963;
- Геология долины реки Даугава [Текст] : [Сборник статей] / [Ред. коллегия: чл.-корр. АН Латв. ССР К. Я. Спрингис (отв. ред.) и др.]. - Рига : Изд-во Акад. наук Латв. ССР, 1959. - 256 с., 9 л. табл. и карт : ил., карт.; 23 см. - (Труды Института геологии и полезных ископаемых/ Акад. наук Латв. ССР; 3).
- Природа и история Прейльского района [Текст] : [Сборник статей] / [Ред. коллегия: … К. Спрингис (отв. ред.) и др.] ; О-во охраны природы и памятников истории и культуры Латв. ССР. Отд. культуры испол. ком. Совета депутатов трудящихся Прейл. района. — Рига : Зинатне, 1969. — 125 с.;
- Неотектоника СССР [Текст] : К VI конгрессу Междунар. ассоц. по изучению четвертичного периода (INQVA) : [Сборник статей] / Акад. наук Латв. ССР. Ин-т геологии ; Под ред. и с предисл. Н. И. Николаева и К. Я. Спрингиса. — Рига : Изд-во Акад. наук Латв. ССР, 1961. — 336 с., 2 л. карт. : ил., карт.;
- Палинология в геологических исследованиях Прибалтики [Текст] : [Сборник статей] / [Отв. ред. чл.-кор. АН Латв. ССР д-р геол.-минерал. наук К. Я. Спрингис]. - Рига : Зинатне, 1966. - 158 с., 3 л. табл., карт. : ил.; 27 см. - (К 2-й Международной палинологической конференции. Утрехт. Нидерланды. 1966/ М-во геологии СССР. Ин-т геологии. (Рига). Ин-т геологии (Вильнюс)).
- Малая энциклопедия Латвийской ССР, в 3 т., ответ. редактор и один из авторов геологических статей энциклопедии.
- Спрингис К. Я. Морская геология и проблемы минерального сырья. Москва: Знание, 1971 .— 47 с. : табл. / Новое в жизни, науке, технике. Серия «Наука о Земле», Вып. 9.;
- Kārlis Sprin̦g̓is. Debesis, zeme un elle. Rīga: Avots, 1985, 163 lpp. : ill. ; 17 cm. (Небо, земля и ад. Комментарии Библии с точки зрения геолога, с послесловием З. Балевиц., лат.)
- Kārlis Spriņģis. Latvijas PSR ģeoloģija. Zinātņu akadēmijas izd-ba. 1961. Latviešu val. Lpp skaits: 515 (лат.)